# Oskar Eriksson
Oskar Eriksson (født 29. maj 1991 i Karlstad) er en svensk curlingspiller. 
Han repræsenterede sit land under vinter-OL 2014 i Sochi, og tog bronze som reserve på Sveriges hold sammen med Viktor Kjäll, Niklas Edin, Sebastian Kraupp og Fredrik Lindberg.
Han tog sølv under vinter-OL 2018.
Under vinter-OL 2022 i Beijing tog han guld og bronze.